# Chewey, Oklahoma
Chewey, Oklahoma (енгл. Chewey) насељено је место без административног статуса у америчкој савезној држави Оклахома.

## Демографија
По попису из 2010. године број становника је 135, што је 0 (0,0%) становника више него 2000. године.
| Група             | 2000.      | 2010.      |
| Белци             | 45 (33,3%) | 36 (26,7%) |
| Афроамериканци    | 0 (0,0%)   | 0 (0,0%)   |
| Азијати           | 0 (0,0%)   | 0 (0,0%)   |
| Хиспаноамериканци | 1 (0,7%)   | 1 (0,7%)   |
| Укупно            | 135        | 135        |